# Mikael II Asen av Bulgarien
Mikael II Asen av Bulgarien, död 1257, var Bulgariens regent från 1246 till 1257.